# Chaetasteridae
De Chaetasteridae zijn een familie van zeesterren uit de orde van de Valvatida.

## Geslacht
- Chaetaster Müller & Troschel, 1840